# Карроччо

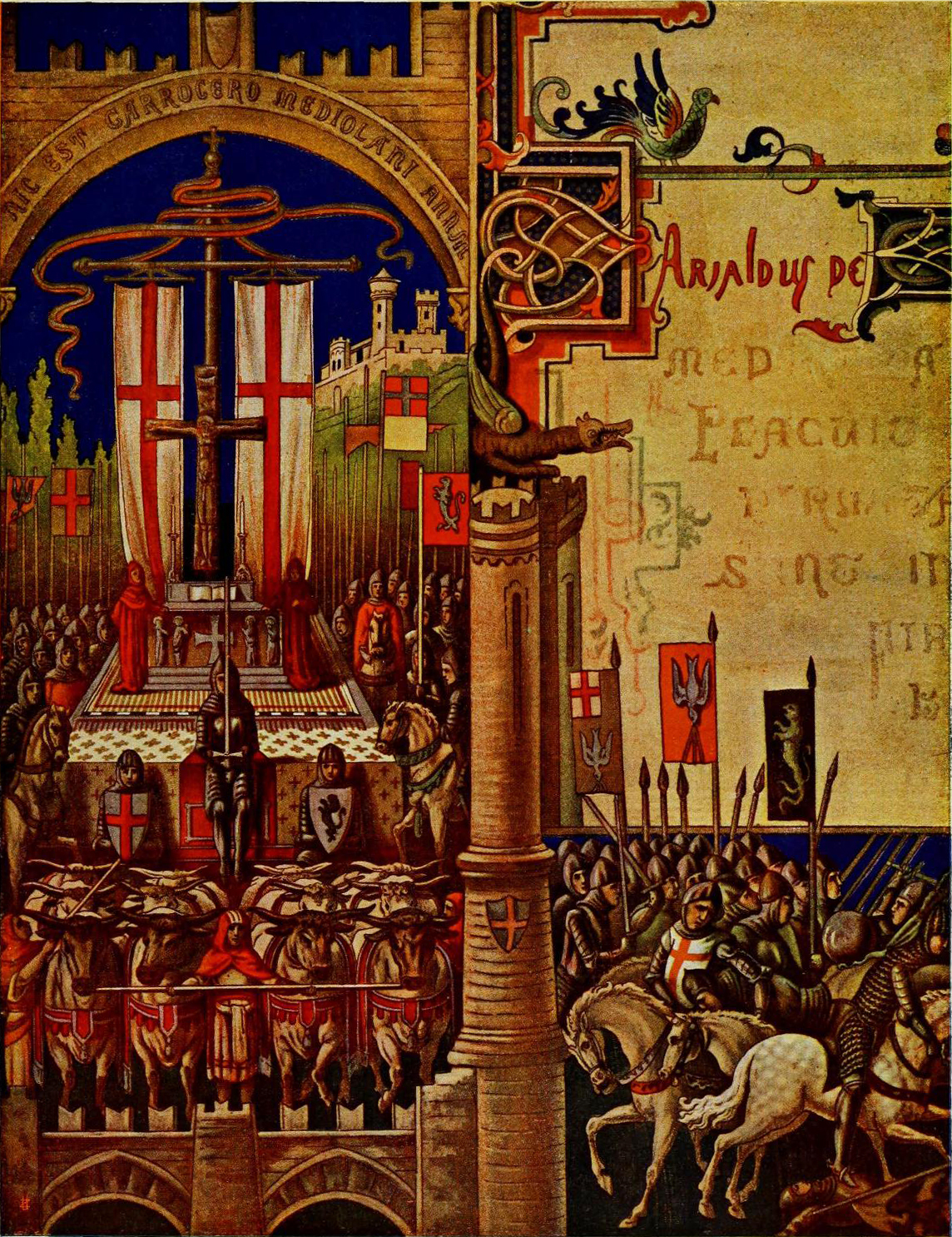
Кароччо на средневековой миниатюре XI века.

Карроччо (итал. Carroccio) — четырёхколёсная повозка-алтарь, на которой закреплялся большой прямоугольный флаг (штандарт), буксируемая волами. Использовалась в средневековой Италии. Это была прямоугольная платформа, на которой крепился штандарт города и был установлен алтарь. Священники вели службу на алтаре во время битвы, и трубачи на повозке рядом с ними воодушевляли воинов к бою.
Во время боя карроччо окружалось наиболее храбрыми воинами, которые составляли его охрану, а также служило ориентиром для войска. Его захват врагом означал полнейшее поражение и унижение для войска. Впервые карроччо появилось в 1038 году в миланской армии и сыграло значительную роль в войнах Ломбардской лиги против императора Фридриха Барбароссы. После этих войн карроччо также появилось в войсках других городов Италии и впервые было использовано во флорентийской армии в 1228 году.
Флорентийское карроччо обычно сопровождалось небольшой повозкой, везущей Мартинеллу — колокол, которым подавали сигналы войску. По окончании войны Мартинелла была повешена перед дверями церкви Святой Марии в Меркато Нуово во Флоренции и использовалась как набат — своим звоном предупреждала горожан о появлении врагов. Во времена мира карроччо отдавался на сохранение одной из знатнейших семей города, которой была доверена служба сигнальщиков в городе.
Повозка войны (итал. carro della guerra), принадлежавшая Милану, была описана в деталях в 1288 году Бонвезином де ла Рива в его книге «Чудеса Милана». Повозка эта была покрыта красным бархатом, буксировалась тремя парами волов, одетых в попоны белого цвета с алыми крестами Св. Георгия, который считался покровителем Милана. На повозке устанавливалось распятие, причём настолько большое, что требовало усилий четырёх человек для установки его, то есть размером было с корабельную мачту.
Нечто похожее — флаг, установленный на повозку — использовалось англичанами в Битве штандартов и венграми в Битве при Сирмиуме.